# Helleborus lividus
Helleborus lividus (лат.) — вид двудольных растений рода Морозник (Helleborus) семейства Лютиковые (Ranunculaceae). Под текущим таксономическим названием описан британским ботаником Уильямом Айтоном в 1789 году.

## Распространение, описание
Эндемик Балеарских островов (Испания), произрастающий в основном на островах Мальорка и Кабрера. Самый узкоареальный из всех видов рода Морозник.
Многолетнее растение высотой 45—60 см. Цветки бледно-розового цвета. Цветёт в с конца зимы по середину весны. Размножается семенами либо вегетативно.
Растёт в полутени. Предпочитает влажные почвы, меловые, суглинистые либо глинистые, с кислотной или нейтральной реакцией. Продолжительность жизни — 2—5 лет. Токсичен.

## Синонимы
Синонимичные названия:
- Helleborus lividus var. integrifolius DC.
- Helleborus trifolius nom. illeg. Mill.
- Helleborus trifolius var. integrifolius (DC.) Gürke
- Helleborus trifolius subsp. lividus (Aiton ex Curtis) Briq.
- Helleborus trifolius var. lividus (Aiton ex Curtis) Knoche
- Helleborus triphyllus Lam.